# Линейна повърхнина
В геометрията, линейна повърхнина или линейчата повърхнина се нарича повърхнина, породена от движението на дадена права под някакъв закон в тримерното пространство. Движещата права се нарича образуваща.
Освен равнината, за която е очевидно, че е линейна повърхнина, линейни са цилиндричните и коничните повърхнини, хеликоидите, параболоидите, хиперболоидите и др.